# Blackpool Sands (Dartmouth)
 (janvier 2018).
Si vous disposez d'ouvrages ou d'articles de référence ou si vous connaissez des sites web de qualité traitant du thème abordé ici, merci de compléter l'article en donnant les références utiles à sa vérifiabilité et en les liant à la section « Notes et références ».
Ne doit pas être confondu avec Blackpool Sands (Blackpool).
Blackpool Sands est une plage située près de Dartmouth, en Angleterre. Elle doit son nom au village voisin de Blackpool. 
Elle est le théâtre d'un affrontement entre Anglais et Français lors de la guerre de Cent Ans en 1404 : le combat est connu sous le nom de bataille de Blackpool Sands. L'armée anglaise rejeta à la mer les envahisseurs français.
La plage voit son espace diminuer face à la mer chaque année depuis 1933. En 1989, la mer a brisé les défenses terrestres, endommageant gravement les propriétés balnéaires et menaçant la route A379.